# Chiesa della Madonna della Sbarra
La chiesa della Madonna della Sbarra o chiesa della Madonna delle nevi, si trova a Panicale.

## Storia e descrizione
Posta al culmine di un viale alberato, la chiesa nasce nel punto in cui anticamente era posto il casello del dazio, da cui prende il nome. L'edificio, anche se presenta una facciata in stile rinascimentale toscano, è stata terminata solo nel 1625, su volere del comune. L'interno è composto da tre navate con cinque altari; l'altare maggiore, in marmo, è dominato dalla presenza di quattro angeli dorati ai lati che sostengono un timpano con mensole, e di un'edicola barocca, con un affresco quattrocentesco della Madonna col Bambino. La Via Crucis, invece, risale al 1791, mentre i sei Santi sono opera cinque-seicentesca.
Nel piano superiore, dove è collocato l'antico romitorio, si può ammirare una pregevole collezione di oggetti e paramenti sacri appartenenti al periodo dal XVII al XIX secolo, a testimonianza dei vari momenti della fede e della liturgia.